# Maria-preta-de-cauda-ruiva
Caça-moscas-montês ou maria-preta-de-cauda-ruiva (Knipolegus poecilurus) é uma espécie de ave da família Tyrannidae.
Pode ser encontrada nos seguintes países: Bolivia, Brasil, Colombia, Ecuador, Guyana, Perú y Venezuela.
Os seus habitats naturais são: regiões subtropicais ou tropicais húmidas de altitude, matagal tropical ou subtropical de altitude e florestas secundárias altamente degradadas.